# Fridau (Schweiz)
Fridau hiess ein Städtchen, das um die Mitte des 13. Jahrhunderts von den Grafen von Frohburg in der Schweiz an einem Aareübergang bei Fulenbach (Kanton Solothurn) gegründet wurde. Heute gehört das Gebiet des ehemaligen Fridau zur politischen Gemeinde Fulenbach. Nur noch der Flur- und Quartiername Statt erinnert an die einstige Kleinstadt.
Der Ursprung von Fridau bildete ein von den Grafen von Frohburg um 1230 errichteter Turm am südlichen Aareufer, der den Fährübergang sicherte. Vermutlich kurz nach der Mitte des 13. Jahrhunderts liessen die Frohburger hier eine Brücke erbauen und gründeten auf der nördlichen Aareseite das Städtchen Fridau, das als Brückenkopf auch Grundbesitz jenseits der Aare hatte. Die erste urkundliche Erwähnung des Städtchens erfolgte 1253 unter dem Namen Fridowe.
Trotz seiner Funktion als Flussübergang blieb Fridau stets unbedeutend, wurde aber Mittelpunkt der gleichnamigen Herrschaft Fridau, die Teil des von den Grafen von Frohburg beherrschten Buchsgaus war. Seit dem Jahr 1310 war das Herrschaftsgebiet von Fridau zwischen den Grafen von Frohburg und Nidau aufgeteilt. Schon ab Mitte des 14. Jahrhunderts lebten neben der Burg nur noch wenige Menschen im Städtchen. Die Herrschaft wurde ab 1358 verpfändet und gehörte ab 1366 vollständig dem Herzog Rudolf IV. von Österreich.
Der endgültige Niedergang des Städtchens Fridau erfolgte 1375, als es mitsamt der Burg und der Aarebrücke von den Guglern zerstört wurde. Da der Ort schon vor seiner Zerstörung keine politische Bedeutung mehr hatte, wurde er nicht mehr aufgebaut. Demgegenüber lebte die Herrschaft Fridau fort. Sie gelangte 1379 an Anna von Kyburg, ein Nachkomme der Grafen von Nidau, musste aber 1405 an den Basler Zunftmeister Conrad von Laufen verpfändet werden. Ab 1415 wurde die Herrschaft gemeinsam von Bern und Solothurn verwaltet und kam 1463 unter die alleinige Verwaltung von Solothurn, wobei sie der Vogtei Bechburg zugeordnet wurde und den Gerichtskreis des Niederen Amtes bildete.